# Zingiber wightianum
Zingiber wightianum är en enhjärtbladig växtart som beskrevs av George Henry Kendrick Thwaites. Zingiber wightianum ingår i släktet Zingiber och familjen Zingiberaceae. Inga underarter finns listade i Catalogue of Life.